# Moskwicz G2
Moskwicz G2, także MZMA 2 – samochód wyścigowy skonstruowany przez Moskwicza w 1956 roku z przeznaczeniem do bicia rekordów prędkości. Uczestniczył także w wyścigowych mistrzostwach ZSRR.

## Historia
Samochód został zaprojektowany przez Igora Gładilina oraz Igora Okuniewa i skonstruowany w 1956 roku. Konstrukcyjnie był podobny do modelu G1. Różnicą w stosunku do G1 było zupełnie nowe, opływowe nadwozie. Początkowo został oznaczony jako MZMA 2, nazwę Moskwicz G2 przyjęto później. Samochód początkowo był napędzany pochodzącym z modelu G1, jednak wzmocnionym silnikiem o pojemności 1091 cm³, osiągającym moc 75 KM przy 5600 obr./min. Prędkość maksymalna modelu wynosiła 223 km/h.
Początkowo samochód był wykorzystywany jedynie w próbach bicia rekordów prędkości; w 1956 roku Jurij Czernow ustanowił trzy takie rekordy, w tym 192 km/h na dystansie 1000 metrów. W mistrzostwach ZSRR ten samochód zadebiutował w 1957 roku podczas wyścigu na torze Bolszoje minskoje kolco. Prowadzący ten pojazd Wiktor Daniłow nie ukończył jednak zawodów.
W 1959 roku zmodyfikowano samochód, umieszczając w nim jednostkę Moskwicz 407 o pojemności 1358 cm³ i mocy 70 KM przy 4800 obr./min. Modyfikacjom uległy także zawieszenie i układ hamulcowy. Pojazd osiągał prędkość 191 km/h. Tej wersji używali Jurij Czwirow i Jewgienij Weretow. Weretow wygrał dwa wyścigi, w tym jeden organizowany jako mistrzostwa ZSRR (Bolszoje minskoje kolco 1959). Z uwagi na zbyt niską frekwencję zawodnikowi nie przyznano jednak tytułu mistrzowskiego.
Podczas eksploatacji samochodu został ujawniony szereg jego wad, m.in. delikatne nadwozie i słaba zwrotność. Po 1960 roku samochód nie był już wykorzystywany, a pod koniec 1963 roku został zniszczony.